# Berndorf-Helm

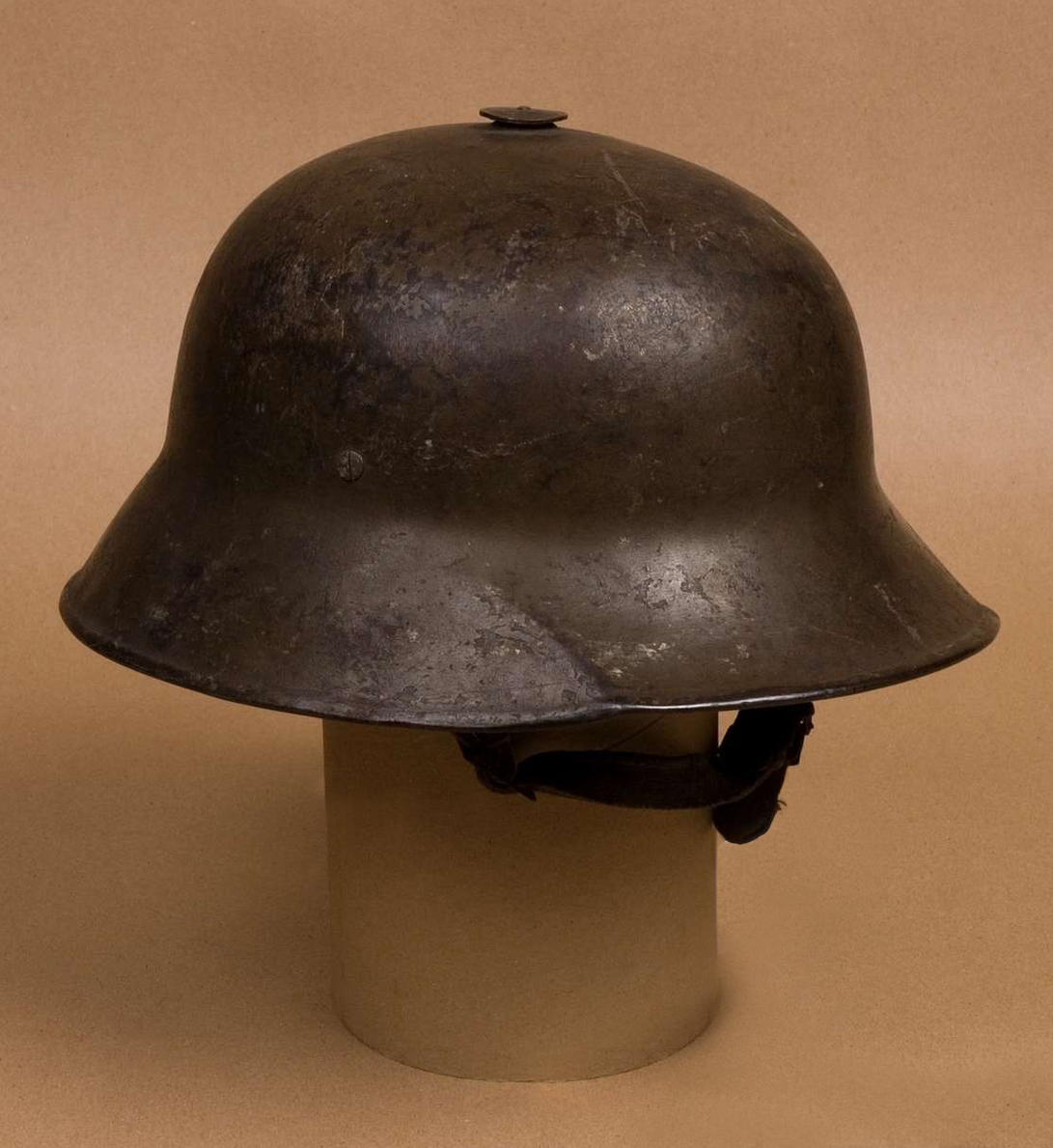
Berndorf-Helm

Der sogenannte Berndorf-Helm oder Berndorfer, im Dienstgebrauch auch „österreichisches Muster“, war ein 1916 im Ersten Weltkrieg konzipierter Stahlhelm der k.u.k. gemeinsamen Armee. Konstrukteur und Hersteller war die Berndorfer Metallwarenfabrik. Es wurden 139.968 Exemplare hergestellt. Der Helm wurde ein Kennzeichen der Soldaten der k.u.k. Sturmtruppen und ausschließlich von Soldaten der österreich-ungarischen Armee verwendet. An Bündnispartner wurde der Helm nicht ausgeliefert. 

## Geschichte und Entwicklung

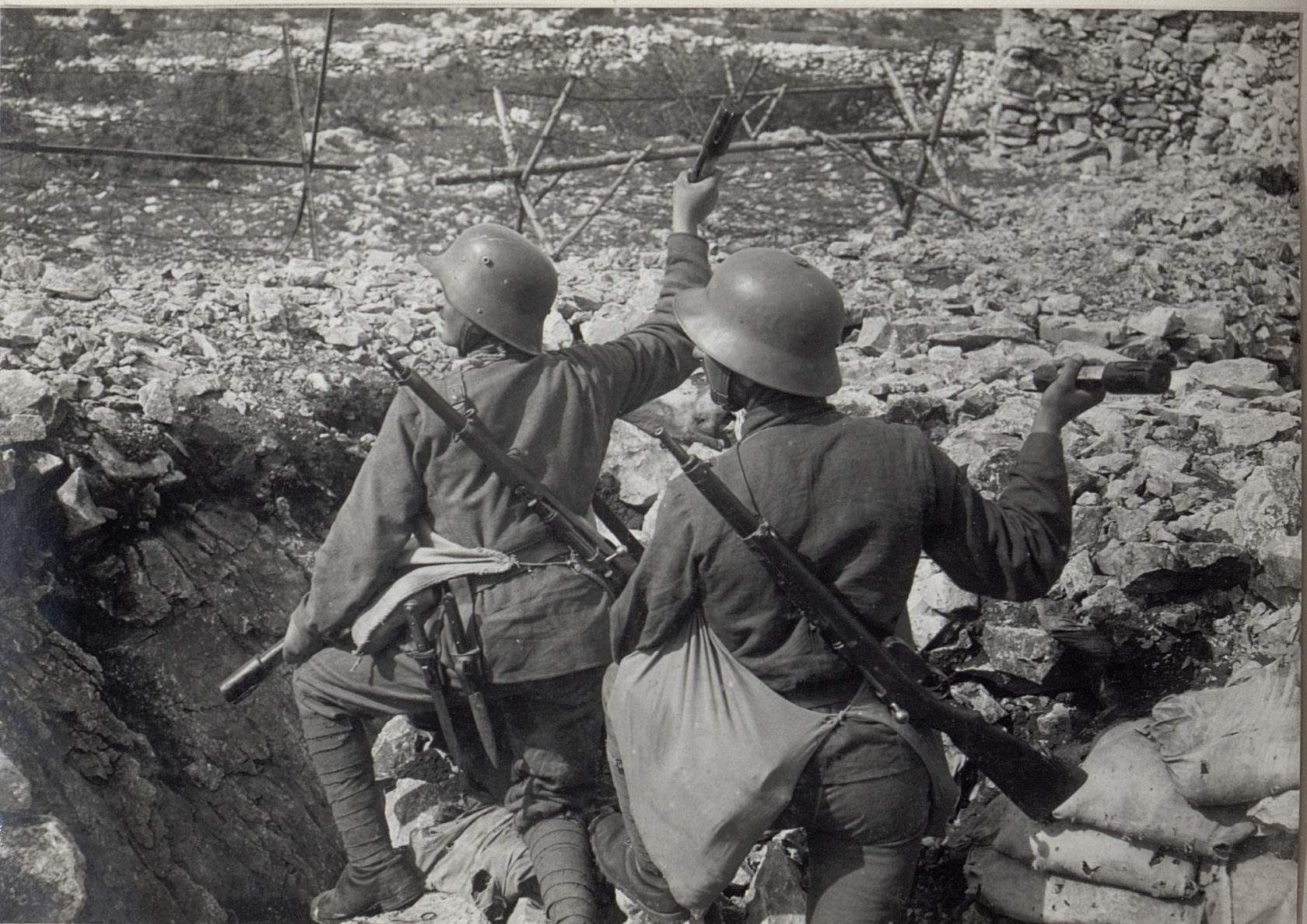
Infanterie mit den neuen Stahlhelmen, links der deutsche M1916, rechts der österreichische Berndorf-Helm

Ab 1914 wurde deutlich, dass die Anzahl der Kopfverletzungen der kämpfenden Soldaten hoch war. In der Folge stattete die französische Armee ihre Soldaten mit dem Adrian-Helm aus, Deutschland und Großbritannien entwickelten ebenfalls eigene Helmmuster. Auf der österreichisch-ungarischen Seite erkannte man ebenfalls die Problematik. Ein erster Entwurf des Eisenwerks Neudeck konnte den Erwartungen nicht entsprechen. In der Folge wurde ein Wettbewerb mit verschiedenen Helmmustern durchgeführt. Keiner der vorgestellten Helme konnte dabei überzeugen. 1916 stellte die Berndorfer Metallwarenfabrik ihren Helmentwurf vor. Dieser war durchaus durch den M1916 beeinflusst, wies aber eigenständige Merkmale auf. Der Berndorf-Helm hat eine Entlüftung am Scheitelpunkt und ist im Hinblick auf die Nacken- und Stirnblende weniger ausgeprägt. Gemäß der Vorschriften waren die Helme mit einer erdbraunen Lackierung versehen. Als Zubehör wurden ein Stirnschild und ein Helmüberzug angeboten. Der Helm blieb bis 1936 im Einsatz und wurde dann ausgemustert.